# 黒木ひかる
黒木 ひかる（、1925年〈大正14年〉3月12日 - 2004年〈平成16年〉9月12日）は、日本の女優。本名：北村 真咲。東京市（現：東京都）牛込出身。
宝塚歌劇団26期生。夫は俳優の曽我廼家明蝶。息子は愛媛朝日テレビ代表取締役会長の北村一明。

## 人物
阿倍野高等女学校（現：大阪府立阿倍野高等学校）中退。
宝塚音楽歌劇学校（現：宝塚音楽学校）を経て1940年に宝塚歌劇団に入団。「アンナ」の愛称で花組の男役で出演。
三菱航空機に勤務後、宝塚歌劇団へ復帰。その後は東宝歌舞伎にも客演。
1969年、『メナムに赤い花が散る』を最後に宝塚歌劇団を退団。同年、俳優の曽我廼家明蝶と結婚。
2004年9月12日、死去。79歳没。

## 出演作品

### 映画
※ すべて東宝作品。
- 極楽島物語（1957年） - 巫女キーラ
- 愛情不動（1959年） - お久美
- 緯度0大作戦（1969年） - 黒い蛾[5][1]

### テレビドラマ
- 羽根の生えた旅行鞄（1955年、NHK）
- 不知火の宮（1957年、NHK）
- 宝塚テレビ劇場（1957年 - 1958年、OTV）
- ラブリーロマンス（1959年、KTV）
- 宝塚テレビ劇場 宝塚ミュージカル・ショー ハロー・アメリカ（1959年、KTV）
- レビューへの招待（1964年、YTV）
- 宝塚民話劇場 恋盗人（1965年、KTV）
- 宝塚アワー 舞三代（1968年、KTV）

### バラエティ
- そこがききたい新婚さん（1971年、CX） - 司会 ※曽我廼家明蝶と担当（第2回より）

### 舞台
※ すべて宝塚歌劇団公演作品。
- マノン・レスコオ
- プリンス・イゴール
- 美と力（1942年）
- 太刀盗人（1942年）
- 奴道成寺（1942年）
- 宝塚絵巻（1942年）
- 四つのファンタジア（1955年）
- 日本の祭りと民謡（1955年）
- 娘道成寺（1957年）
- 鏡獅子（1957年）
- 花の踊り（1959年）
- 四つのファンタジア（1959年）
- 宝塚踊り（1959年）
- 虹のオルゴール工場（1963年） - 社長
- レビュー・オブ・レビューズ（1964年） - 踊る女
- 日本の旋律（1964年） - 安来節の女
- 京の川（1966年）
- ラ・グラナダ（1966年）
- メナムに赤い花が散る（1969年）

### その他
※ すべて宝塚歌劇団公演作品。
- 宝塚おどり絵巻（1965年） - 振付助手兼通訳
- 世界への招待（1965年） - 振付助手兼通訳
- シャンゴ（1967年） - 制作補
- ハリウッド・ミュージカル（1968年） - 通訳
- ハッピー・トゥモロー（1976年 - 1977年） - 通訳